# Jüdischer Friedhof (Oppenheim)
Der jüdische Friedhof Oppenheim ist ein Friedhof in der Stadt Oppenheim im Landkreis Mainz-Bingen in Rheinland-Pfalz. Er steht als Kulturdenkmal unter Denkmalschutz.
Der jüdische Friedhof liegt in der Stadt westlich der Bundesstraße 9 am Amselweg.
Auf dem 2031 Quadratmeter großen Friedhof, ein von Hecken eingefriedetes, unregelmäßig fünfeckiges Areal, befinden sich in neun Reihen angeordnete 270 Grabsteine von etwa 1729 bis zum Jahr 1936.